# Sebastián Junyent
Sebastián Junyent Rodríguez (Madrid, 11 de junio de 1948 - Villanueva de la Cañada, Madrid, 13 de junio de 2005) fue un autor, director y actor teatral. 

## Biografía
Comenzó trabajando como actor (tras su paso por la Real Escuela de Arte Dramático) en las compañías de Antonio Garisa o Paco Martínez Soria. Sus primero pasos como autor se remontan al ámbito del café teatro, pero el reconocimiento le llega en los ochenta al ganar el premio Lope de Vega por con Hay que deshacer la casa (1983), un éxito que se convirtió en película y que traspasó nuestras fronteras llegando a estrenarse en las principales capitales europeas y americanas. Otras obras suyas son Señora de..., Gracias abuela, Sólo, sólo para mujeres, Pa siempre, etc. 
También destacó en el ámbito de la adaptación de obras teatrales como Las amargas lágrimas de Petra von Kant o Trato carnal.
Sebastián Junyent dedicó gran parte de su trayectoria al mundo de la televisión, en la que dirigió programas de éxito como Telecupón, Queridísimos, Hugolandia, Miss España o Cine de barrio. Sus mayores logros en este terreno le llegaron como director y guionista de series de televisión tan aclamadas como Hostal Royal Manzanares y Academia de baile Gloria con actuación principal de Lina Morgan, a la que también dirigió en la serie Una de dos.